# Fábio Pereira da Silva
Fábio Pereira da Silva, noto semplicemente come Fábio (Petrópolis, 9 luglio 1990), è un ex calciatore brasiliano con passaporto portoghese, di ruolo difensore.

## Biografia
Ha un fratello gemello, Rafael, anch'egli calciatore, nel ruolo di difensore.

## Caratteristiche tecniche
Gioca prevalentemente come terzino sinistro.

## Carriera

### Club

#### Manchester United
È arrivato in Inghilterra a giugno del 2008 dalla Fluminense, insieme al fratello gemello Rafael. Indossa la maglia numero 20.
Ha esordito con la squadra di Ferguson nel quarto turno di FA Cup nella vittoria per 2 a 1 contro il Tottenham. Realizza la sua prima rete per lo United nella vittoria per 4 a 0 contro il Wigan, giocata il 26 febbraio 2011.
Il 12 marzo 2011 segna il suo primo gol nella FA Cup, portando i Red Devils in vantaggio sull'Arsenal.

#### Il prestito al Queens Park Rangers
Il 2 luglio 2012 è stato ceduto in prestito al Queens Park Rangers.

#### Ritorno al Manchester United
Nel giugno 2013, una volta terminato il prestito al Queens Park Rangers, fa ritorno al Manchester United. Gioca la sua prima partita di campionato il 14 settembre, in occasione della gara vinta contro il Crystal Palace per 2-0. Il primo gol stagionale arriva invece il 29 ottobre, nella vittoria per 4-0 sul Norwich City in Football League Cup.

#### Cardiff City
Il 30 gennaio 2014 viene acquistato dal Cardiff City.

#### Nantes e Grêmio
Il 18 luglio 2018 viene acquistato dal Nantes a titolo definitivo.
Con i canarini passa cinque anni, vincendo anche la coppa nazionale nel 2021-2022 e ottenendo 94 presenze totali, prima di trasferirsi, il 3 gennaio 2023, ai brasiliani del Grêmio. Il 17 gennaio successivo debutta con i brasiliani nella finale di Recopa Gaúcha, vinta per 4-1 contro il São Luiz. Quattro giorni dopo debutta anche nel campionato Gaúcho nel successo per 1-2 in casa del Caxias.
Titolare nelle prime nove di campionato, a febbraio subisce un infortunio che lo costringe a saltare le ultime partite di Gaúchao. L'8 aprile successivo, seppur non giocando la finalissima contro il Caxias, vince il campionato statale; mentre il 30 aprile ritorna dall'infortunio e debutta in Série A nella vittoria esterna per 1-2 contro il Cuiabá valida per la terza giornata di campionato.
In quest'ultima competizione gioca un totale di 15 partite, contribuendo al raggiungimento del secondo posto finale di classifica dietro al solo Palmeiras.
La stagione successiva trova la prima rete con la maglia neroazzurra nella vittoria per 4-1 contro il São José del 24 gennaio 2024, valida per la seconda giornata del campionato statale.

### Nazionale
È stato il capitano della Nazionale brasiliana Under-17 al Campionato del mondo Under-17 2007, rassegna durante la quale ha anche realizzato ben 3 reti.

## Statistiche

### Presenze e reti nei club
Statistiche aggiornate al 7 aprile 2024.
| Stagione                 | Squadra                  | Campionato               | Campionato | Campionato | Coppe nazionali | Coppe nazionali | Coppe nazionali | Coppe europee | Coppe europee | Coppe europee | Altre coppe | Altre coppe | Altre coppe | Totale | Totale |
| Stagione                 | Squadra                  | Comp                     | Pres       | Reti       | Comp            | Pres            | Reti            | Comp          | Pres          | Reti          | Comp        | Pres        | Reti        | Pres   | Reti   |
| ------------------------ | ------------------------ | ------------------------ | ---------- | ---------- | --------------- | --------------- | --------------- | ------------- | ------------- | ------------- | ----------- | ----------- | ----------- | ------ | ------ |
| 2008-2009                | Manchester United        | PL                       | 0          | 0          | FACup+CdL       | 2+0             | 0               | UCL           | 0             | 0             | CS          | 0           | 0           | 2      | 0      |
| 2009-2010                | Manchester United        | PL                       | 5          | 0          | FACup+CdL       | 1+2             | 0               | UCL           | 2             | 0             | CS          | 1           | 0           | 11     | 0      |
| 2010-2011                | Manchester United        | PL                       | 11         | 1          | FACup+CdL       | 4+2             | 1+0             | UCL           | 7             | 0             | CS          | 1           | 0           | 25     | 2      |
| 2011-2012                | Manchester United        | PL                       | 5          | 0          | FACup+CdL       | 0+3             | 0               | UCL+UEL       | 5+2           | 0             | CS          | 0           | 0           | 15     | 0      |
| 2012-2013                | QPR                      | PL                       | 21         | 0          | FACup+CdL       | 1+1             | 1+0             | -             | -             | -             | -           | -           | -           | 23     | 1      |
| 2013-gen. 2014           | Manchester Utd           | PL                       | 1          | 0          | FACup+CdL       | 1+1             | 0+1             | UCL           | 0             | 0             | CS          | 0           | 0           | 3      | 1      |
| Totale Manchester United | Totale Manchester United | Totale Manchester United | 22         | 1          |                 | 16              | 2               |               | 16            | 0             |             | 2           | 0           | 56     | 3      |
| gen.-giu. 2014           | Cardiff City             | PL                       | 13         | 0          | FACup+CdL       | 0               | 0               | -             | -             | -             | -           | -           | -           | 13     | 0      |
| 2014-2015                | Cardiff City             | FLC                      | 28         | 0          | FACup+CdL       | 2+0             | 0               | -             | -             | -             | -           | -           | -           | 30     | 0      |
| 2015-2016                | Cardiff City             | FLC                      | 23         | 1          | FACup+CdL       | 1+2             | 0+0             | -             | -             | -             | -           | -           | -           | 26     | 1      |
| Totale Cardiff City      | Totale Cardiff City      | Totale Cardiff City      | 64         | 1          |                 | 5               | 0               |               | -             | -             |             | -           | -           | 69     | 1      |
| 2016-2017                | Middlesbrough            | PL                       | 24         | 0          | FACup+CdL       | 4+1             | 0               | -             | -             | -             | -           | -           | -           | 29     | 0      |
| 2017-2018                | Middlesbrough            | FLC                      | 22+2       | 1+0        | FACup+CdL       | 0+1             | 0+1             | -             | -             | -             | -           | -           | -           | 25     | 2      |
| Totale Middlesbrough     | Totale Middlesbrough     | Totale Middlesbrough     | 46+2       | 1          | 6               | 1               |                 | -             | -             |               |             | -           | -           | 54     | 2      |
| 2018-2019                | Nantes B                 | N2                       | 1          | 0          | -               | -               | -               | -             | -             | -             | -           | -           | -           | 1      | 0      |
| 2018-2019                | Nantes                   | L1                       | 20         | 0          | CF+CdL          | 3+2             | 0+0             | -             | -             | -             | -           | -           | -           | 25     | 0      |
| 2019-2020                | Nantes                   | L1                       | 10         | 0          | CF+CdL          | 0+0             | 0               | -             | -             | -             | -           | -           | -           | 10     | 0      |
| 2020-2021                | Nantes                   | L1                       | 22         | 0          | CF              | 0+0             | 0               | -             | -             | -             | -           | -           | -           | 22     | 0      |
| 2021-2022                | Nantes                   | L1                       | 27         | 0          | CF              | 1               | 0               | -             | -             | -             | -           | -           | -           | 28     | 0      |
| 2022-gen. 2023           | Nantes                   | L1                       | 6          | 0          | CF              | 0               | 0               | UEL           | 2             | 0             | SF          | 1           | 0           | 9      | 0      |
| Totale Nantes            | Totale Nantes            | Totale Nantes            | 85         | 0          |                 | 6               | 0               |               | 2             | 0             |             | 1           | 0           | 94     | 0      |
| 2023                     | Grêmio                   | PD/RS+A                  | 9+15       | 0          | CB+CdL          | 4+0             | 0               | -             | -             | -             | RG          | 1           | 0           | 29     | 0      |
| 2024                     | Grêmio                   | PD/RS+A                  | 6+12       | 1+0        | CB+CdL          | 1+0             | 0               | CL            | 2             | 0             | RG          | 1           | 0           | 22     | 1      |
| Totale Grêmio            | Totale Grêmio            | Totale Grêmio            | 42         | 1          |                 | 5               | 0               |               | 2             | 0             |             | 2           | 0           | 51     | 1      |
| Totale carriera          | Totale carriera          | Totale carriera          | 283        | 4          |                 | 40              | 4               |               | 20            | 0             |             | 5           | 0           | 348    | 8      |

### Cronologia presenze e reti in Nazionale
| Cronologia completa delle presenze e delle reti in nazionale ― Brasile | Cronologia completa delle presenze e delle reti in nazionale ― Brasile | Cronologia completa delle presenze e delle reti in nazionale ― Brasile | Cronologia completa delle presenze e delle reti in nazionale ― Brasile | Cronologia completa delle presenze e delle reti in nazionale ― Brasile | Cronologia completa delle presenze e delle reti in nazionale ― Brasile | Cronologia completa delle presenze e delle reti in nazionale ― Brasile | Cronologia completa delle presenze e delle reti in nazionale ― Brasile |
| Data                                                                   | Città                                                                  | In casa                                                                | Risultato                                                              | Ospiti                                                                 | Competizione                                                           | Reti                                                                   | Note                                                                   |
| ---------------------------------------------------------------------- | ---------------------------------------------------------------------- | ---------------------------------------------------------------------- | ---------------------------------------------------------------------- | ---------------------------------------------------------------------- | ---------------------------------------------------------------------- | ---------------------------------------------------------------------- | ---------------------------------------------------------------------- |
| 7-10-2011                                                              | Gabon                                                                  | Gabon                                                                  | 0 – 2                                                                  | Brasile                                                                | Amichevole                                                             | -                                                                      | 53’                                                                    |
| 10-11-2011                                                             | Costa Rica                                                             | Costa Rica                                                             | 0 – 1                                                                  | Brasile                                                                | Amichevole                                                             | -                                                                      | 46’                                                                    |
| Totale                                                                 |                                                                        | Presenze                                                               | 2                                                                      |                                                                        | Reti                                                                   | 0                                                                      |                                                                        |

## Palmarès

### Club

#### Competizioni nazionali
- Community Shield: 1

Manchester United: 2010
- Campionato inglese: 1

Manchester United: 2010-2011
- Coppa di Francia: 1

Nantes: 2021-2022

#### Competizioni statali
- Recopa Gaúcha: 1

Grêmio: 2023
- Campionato Gaúcho: 2

Grêmio: 2023, 2024